# Лонок (округ)
Ло́нок (англ. Lonoke County) — округ, расположенный в штате Арканзас, США с населением в 52 828 человек по статистическим данным переписи 2000 года. Столица округа находится в городе Лонок, крупнейший город округа — Кабот.
Округ Лонок был образован 16 апреля 1873 года, став 70-м по счёту округом Арканзаса. Название округа происходит от словосочетания «одинокий дуб» (англ. lone oak) — дерева, стоявшего на месте нынешнего окружного центра. Красное дерево дуба использовалось в качестве местной достопримечательности железнодорожными служащими.
На территории округа Лонок находятся Историческое захоронение при военном лагере конфедератов генерала Нельсона, Арканзасский парк курганов тольтеков и крупнейший в мире действующий рыборазводный завод имени Джо Хогана.
В округе действует запрет на оборот алкогольной продукции, поэтому Лонок входит в список так называемых «сухих» округов страны.

## География
По данным Бюро переписи населения США округ Лонок имеет общую площадь в 2077 квадратных километров, из которых 1984 кв. километров занимает земля и 93 кв. километра — вода. Площадь водных ресурсов округа составляет 4,54 % от всей его площади.

### Соседние округа
- Уайт — север
- Прери — восток
- Арканзас — юго-восток
- Джефферсон — юг
- Пьюласки — запад
- Фолкнер — северо-запад

## Демография

Диаграмма распределения населения округа по возрастным диапазонам. Данные переписи населения 2000 года

По данным переписи населения 2000 года в округе Лонок проживало 52 828 человек, 15 024 семей, насчитывалось 19 262 домашних хозяйств и 20 749 жилых домов. Средняя плотность населения составляла 27 человек на один квадратный километр. Расовый состав округа по данным переписи распределился следующим образом: 91,03 % белых, 6,44 % чёрных или афроамериканцев, 0,49 % коренных американцев, 0,42 % азиатов, 0,03 % выходцев с тихоокеанских островов, 1,08 % смешанных рас, 0,51 % — других народностей. Испано- и латиноамериканцы составили 1,75 % от всех жителей округа.
Из 19 262 домашних хозяйств в 40,30 % — воспитывали детей в возрасте до 18 лет, 63,30 % представляли собой совместно проживающие супружеские пары, в 10,60 % семей женщины проживали без мужей, 22,00 % не имели семей. 19,00 % от общего числа семей на момент переписи жили самостоятельно, при этом 7,60 % составили одинокие пожилые люди в возрасте 65 лет и старше. Средний размер домашнего хозяйства составил 2,71 человек, а средний размер семьи — 3,09 человек.
Население округа по возрастному диапазону по данным переписи 2000 года распределилось следующим образом: 28,70 % — жители младше 18 лет, 8,00 % — между 18 и 24 годами, 30,90 % — от 25 до 44 лет, 21,90 % — от 45 до 64 лет и 10,40 % — в возрасте 65 лет и старше. Средний возраст жителей округа составил 35 лет. На каждые 100 женщин в округе приходилось 96,80 мужчин, при этом на каждых сто женщин 18 лет и старше приходилось 93,50 мужчин также старше 18 лет.
Средний доход на одно домашнее хозяйство в округе составил 40 314 долларов США, а средний доход на одну семью в округе — 46 173 долларов. При этом мужчины имели средний доход в 32 451 долларов США в год против 22 897 долларов США среднегодового дохода у женщин. Доход на душу населения в округе составил 17 397 долларов США в год. 8,10 % от всего числа семей в округе и 10,50 % от всей численности населения находилось на момент переписи населения за чертой бедности, при этом 12,20 % из них были моложе 18 лет и 13,60 % — в возрасте 65 лет и старше.

## Главные автодороги
- I-40
- US 67
- US 70
- US 165
- US 167
- AR 5
- AR 13
- AR 15
- AR 31
- AR 38
- AR 89

## Населённые пункты
- Аллпорт
- Остин
- Кабот
- Карлайл
- Кой
- Ингленд
- Хамнок
- Кео
- Лонок
- Скотт
- Уорд